# Frank Crean
Frank Crean (ur. 28 lutego 1916 w Hamilton, Wiktoria, zm. 2 grudnia 2008) – australijski polityk, działacz Australian Labor Party, minister.
Studiował na University of Melbourne, uzyskując dyplom z ekonomii oraz administracji państwowej. Pracował m.in. jako doradca podatkowy. W 1945 został po raz pierwszy wybrany do Zgromadzenia Stanowego Wiktorii i zasiadał w nim do 1951 (z przerwą w latach 1947–1949). W 1951 został wybrany do Izby Reprezentantów Australii. Jako jeden z nielicznych polityków Labor Party z wykształceniem ekonomicznym po kilku latach znalazł się w nieformalnym gabinecie cieni jako skarbnik. Był wymieniany w gronie kandydatów do przywództwa partii. Był posłem z okręgu Melbourne Ports od 1951 do 1977.
W 1972 został powołany na skarbnika (szefa resortu skarbu) w rządzie Gougha Whitlama po zwycięstwie wyborczym Labor Party. Na czas pełnienia przez Creana tej funkcji przypadł wzrost inflacji i bezrobocia, którym minister nie umiał przeciwdziałać; nie układała się również współpraca skarbnika z szefem rządu. Po krytyce wewnątrz partii Crean został w grudniu 1974 zastąpiony przez lidera frakcji lewicowej Labor Party Jima Cairnsa i przesunięty na stanowisko ministra handlu. Odzyskał znaczącą pozycję w partii pół roku później, kiedy Cairns został zdymisjonowany po aferze finansowej (tzw. Loans Affair); w lipcu 1975 Crean został wicepremierem i wiceprzewodniczącym Labor Party, ale obie funkcje utracił w listopadzie 1975, po dymisji rządu Whitlama. Wystartował w walce o stanowisko przywódcy Labor Party, ale Whitlam zdołał obronić swoją pozycję. Pracę w parlamencie Crean zakończył w 1977.
W 1946 zawarł związek małżeński z Mary Findlay. Miał trzech synów, z których Simon pełnił kilka funkcji ministerialnych i był przywódcą Labor Party w latach 2001–2003, a David zasiadał w rządzie stanowym Tasmanii.